# Слобода-Рашково
Слобода-Рашково — село в Каменском районе непризнанной Приднестровской Молдавской Республики. Административный центр Слобода-Рашковского сельсовета.
Почти половина населения села — этнические поляки.
Этнический состав: 48,19% — поляки, 43,3% — украинцы, 4,63% — молдаване, 3,63% — русские, 0,13% — гагаузы, 0,13% — белорусы.